# 浅井政敏
浅井 政敏（あざい まさとし）は、戦国時代の武将。今川氏の家臣。今川義元の妹婿とされる。

## 略歴
近江国の国人浅井氏出身ともいわれるが詳細不明。
主君・今川氏輝が急死し、それに続く花倉の乱で今川一族が淘汰された中で近縁者として重宝された。天文21年（1552年）の赤塚の戦いでは山口教吉の援軍として岡部元信、飯尾連龍、葛山長嘉らと共に笠寺に入り織田信長を牽制した。
永禄3年（1560年）の桶狭間の戦いでは、高圃城の守備へと回った沓掛城主近藤景春と入れ替わり本隊から転身、城代として沓掛城を守備していたが、今川義元が討たれると城を捨て駿河国へ戻ったとされる。